# 飛行計画
飛行計画（ひこうけいかく）とは、航空機が飛行を行うに際して航空官署（航空交通管制機関等）に通報する飛行予定に関する計画のことである。フライト・プラン (英語: flight plan) とも呼ばれる。

## 概要
航空機が登場して以降、外国航空機にも外国船舶の無害通航権のような権利が認められていたが、第一次世界大戦期になると欧州諸国は領空内での排他的主権を主張するようになった。この各国の排他的主権は1919年のパリ国際航空条約や1944年のシカゴ条約（国際民間航空条約）でも確認されている。
外国航空機が領域国の許可または条約上の根拠なく領空内に入ることは領空侵犯となる。領空侵犯に対しては、警告、進路変更、退去、着陸命令等の対応措置がとられ、これに応じない場合には撃墜を含む実力行使が行われる。
一方で1983年の大韓航空機撃墜事件を受けて国際民間航空機関理事会は民間機に対する武力攻撃不行使の原則を決議している。
領空侵犯にあらかじめ備えるとともに偶発的紛争や軍事的緊張を避けるため領空の外側に防空識別圏が設定されており、航空機が他国の防空識別圏内を飛行する場合には事前に飛行計画を提出することが一般的になっている。国際線運航の場合は関係国に飛行計画が通知され、その国の空軍防空部門に情報連携される。日本の場合は飛行情報管理システムで処理された飛行計画等は防衛省の飛行管理情報処理システム（FADP Flight Service & AMIS Data Processing System）に連携される。機が防空識別圏に侵入すると、通報受理されている飛行計画と侵入機情報が照合され、該当する飛行計画がない場合は、国籍不明機による領空侵犯の恐れがあるとして、待機している空軍の要撃機に対してスクランブルが発出される。
また、提出された飛行計画に基づき、管制機関に位置通報、または運航状態通報が為されない場合は、「遭難の疑いあり」として、最後の通報地点を中心に捜索救難活動が開始される。

## 内容
航空機の運航は世界規模で行われているので各国共通のフォーマットでファイルすることが望ましい。したがって飛行計画の作成は施行規則に規定している順番どおりではない。具体的には、以下のとおりになる。各々の項目（フィールド）は文書による通報は該当項目に記入するが、システム処理ではハイフンを挿入して各フィールドを区別する。
第7項「航空機識別」：無線呼出符号を７文字以内であらわす。
第8項　「飛行方式及び飛行の種類」：次の記号を使用する。
飛行方式　I：計器飛行方式(IFR)で飛行、V：有視界飛行方式(VFR)で飛行、Y：IFRで出発し途中で飛行方式を変更する場合、Z：VFRで出発し途中で変更する場合
飛行の種類　S又はN：航空運送事業、G：使用事業、訓練、試験飛行空輸及び自家用、M：軍用機
第9項　「航空機の数及び型式並びに後方乱気流区分」
第10項　「使用する無線設備」
第13項　「出発飛行場及び移動開始予定時刻」
第15項　「巡航速度、巡航高度、経路」
第16項　「目的飛行場および所要時間ならびに代替飛行場」
第18項　「その他の情報」
第19項　「補足情報」

## 米国における飛行計画
アメリカ合衆国等では有視界飛行方式 (VFR) の場合、距離も関係なく特定の空域を除き、飛行計画の通報の必要はない。

## 日本における飛行計画
日本の場合、航空機が日本の防空識別圏で飛行を行う（領空通過も含む）際は、航空法第97条により、原則として飛行計画を航空管制機関に通報する必要がある。計器飛行方式 (IFR) で飛行する場合は、通報した飛行計画に対する管制承認を航空管制官から得る必要があるのに対し、有視界飛行方式 (VFR) で飛行する場合は、管制承認の必要はなく、出発地の半径9キロメートル以内を飛行し、その範囲内に着陸する場合には、通報の義務もない。なお、通報は文書又は口頭でする（航空法施行規則第203条第2項）。
福岡飛行情報区（FIR）に係る飛行計画は、国土交通省航空局の飛行情報管理システム（FACE ; Flight Object Administration Center System）にて処理される。
航空法施行規則第203条には以下の項目について明らかにしなければならないと規定されている。
1. 航空機の国籍記号、登録記号及び無線呼出符号
2. 航空機の型式及び機数
3. 機長（ただし、編隊飛行の場合は編隊指揮者）の氏名
4. 計器飛行方式又は有視界飛行方式の別
5. 出発地及び移動開始時刻
6. 巡航高度及び航路
7. 最初の着陸地及び離陸した後当該着陸地の上空に到着するまでの所要時間
8. 巡航高度における真対気速度
9. 使用する無線設備
10. 代替飛行場
11. 持久時間で表された燃料搭載量
12. 搭乗する総人数
13. その他航空交通管制並びに捜索及び救助のため参考となる事項